# ポーティッジ・ラ・プレーリー
ポーティッジ・ラ・プレーリー（英: Portage la Prairie）は、カナダ・マニトバ州中央平原地域にある市。州都ウィニペグからトランスカナダハイウェイ沿いに西約75kmの位置にある。人口は約13,000人。サスカチュワン州との州境とオンタリオ州との州境のちょうど中間地点辺りである。
カナダ環境・気候変動省によると、ポーティッジ・ラ・プレーリーはカナダにおいて最も快晴の日の多い場所である
。

## 歴史
1800年代半ばにヨーロッパ人の入植者が到着する以前には、この地域にはアニシナアベ族（オジブウェ族）、クリー族、ダコタ族（スー族）など、複数の先住民族が何千年にもわたって住んでいた 。
人類学的根拠によれば、南西マニトバの平原文化が12,000年前には出現していたとされているが、現在のポーティッジ・ラ・プレーリー周辺の活動は、アガシー湖が8,000-10,000年前に消滅してから初めて現れたと考えられている 。
伝説によると、ハドソン湾会社の創設に重要な役割を果たしたクーリュール・デ・ボワ（フランス系毛皮交易探検家）であったピエール＝エスプリ・ラディソンとメダール・デ・グロセイエが、17世紀半ばにこの地域を訪れた最初のヨーロッパ人だったと言われている 。「ポーティッジ・ラ・プレーリー」という名前は、これらの初期の探検家によって名付けられたが、フランス語の「ポルタージュ（portage）」（水路間でカヌーを陸上で運ぶこと）に由来している。この特定の「ポルタージュ」ルートは、アシニボイン川とマニトバ湖の間の25キロメートルにわたって先住民によって使用されていた。
1738年9月、クーリュール・デ・ボワのピエール・ゴルティエ・ドゥ・ヴァレンヌ・ラ・ヴェランドリー卿がアシニボイン川の北にラ・レーヌ砦を建設した。この砦は主にフランスの毛皮交易所として機能し、探検家たちがマニトバ中央部や北米西部の他の地域を探検するための拠点として利用された。この砦は1759年に焼失し、ヌーベルフランスの統治が終了したこともあり閉鎖となる。1794年から1913年の間、断続的に北西会社とハドソン湾会社はこの地域に交易所を設立して成功裏に運営した（両社は1821年に合併）。
1851年、英国国教会のウィリアム・コクラン大執事やジョン・マクリーンなどの野心的な入植者が、現在のクレセント湖周辺の土地を地元の先住民から購入した。東部カナダからの入植者が増加する中、学校が建設され、1854年には教会が建てられ、地域社会が発展し始めた。1850年代にはこの地域の肥沃な土壌が広く知られることになり、農業を基盤とする村の経済が発展した。コクランは人々に作物や庭を育てるよう奨励し、1857年には自治体が設立され、1860年代にはコミュニティには60軒の家が建った。
マニトバが連邦政府に合流する前の1867年から1868年の短期間、ポーティッジ・ラ・プレーリー周辺でルイ・リエルの評議員のひとりであったトーマス・スペンスが「マニトバ共和国（Republic of Manitobah）」の独立を目指したが、公式な政府として国王裁可も認められず、運動は失敗した。
1870年代には多くの入植者が移住し、農場を設立し、新しい事業を開業した。この時期、製粉所や地方新聞、コミュニティフェアなどが運営され、人口は300人から3,000人に増加した。1881年にカナダ太平洋鉄道が開通し、翌年ポーティッジ・ラ・プレーリーは町となった。
1907年には市に昇格し、以降は農業、小売業、製造業、交通の地域拠点として発展を続けた。第2次世界大戦中、ポーティッジ・ラ・プレーリーにはカナダ空軍基地が建設され、ドイツのUボートの追跡に重要な役割を果たした。1938年に商業用大麻の栽培が禁止される前の1928年には、産業用ヘンプがポーティッジ・ラ・プレーリーで栽培されていた。

## 交通
- 道路
  - マニトバ州道1号線：トランスカナダハイウェイの一部
- 空港
  - サウスポート空港：ポーティッジ・ラ・プレーリー市街地から南に3kmの場所にある。
- 鉄道
  - VIA鉄道：ポーティッジ・ラ・プレーリー駅にカナディアン号とウィニペグ-チャーチル列車が停車する。